# Дотик
Дотик (тактильне відчуття) — одне з п'яти основних видів почуттів, на які здатна людина. Воно полягає у здатності відчувати дотики, сприймати щось рецепторами, розташованими в шкірі, м'язах, слизових оболонках. Різний характер мають відчуття, що викликаються дотиком, тиском, вібрацією, дією фактури і протяжності. Відчуття обумовлені роботою двох видів рецепторів шкіри: нервових закінчень, що оточують волосяні цибулини, і капсул, які складаються з клітин сполучної тканини.
Дотик виникає при подразненні рецепторів шкіри, слизових оболонок. Збудження в цих рецепторах виникають при доторкуванні, натискуванні, дії тепла і холоду та інших впливів.

## Психологія сприйняття
Згідно теорії втіленого пізнання, яка підтверджена експериментальними даними, ми сприймаємо ситуацію в залежності від того, з якими предметами ми контактуємо — фактура предметів, яких ми торкаємося, впливає на наші думки і вчинки. Якість постільної білизни може позначитися на стосунках з партнером, приємна на дотик м'яка іграшка, щось м'яке, ніжний дотик ковдри і ласкава мамина рука допомагають заспокоїти дитину, м'які стільці роблять учасників переговорів поступливішими тощо. 
Користуючись дотиком, можемо визначати такі фізичні властивості предметів, як:
- форма
- твердість чи м'якість
- характер поверхні
- тепло чи холод